# 高橋英明 (官僚)
髙橋英明（たかはし ひであき、1921年2月1日 - 1998年5月15日）は日本の大蔵官僚。

## 来歴
東京府出身。東京帝国大学法学部政治学科卒業。1945年10月 大蔵省入省。国有財産部属。1947年4月 国有財産局。1948年2月 高等試験行政科を合格。同年11月 長崎税務署長。近畿財務局理財部金融課長、為替局投資課長などを経て、1967年8月4日 銀行局総務課長。1968年6月25日 近畿財務局長。1969年8月15日 銀行局検査部長。1970年6月25日 大臣官房審議官（大臣官房担当）。1972年6月27日 経済企画庁長官官房長。1973年6月26日 証券局長。1974年6月26日 銀行局長。1975年7月8日 退官。1977年 間組顧問。同年 サンスター歯磨顧問。1954年 同取締役。1980年12月 サンスター取締役。1998年5月15日 肺がんで死去。